# Mihai, Rozdilna
Mihai (în ucraineană Мигаї, transliterat: Mîhaii) este un sat în comunei Novoborîsivka din raionul Rozdilna, regiunea Odesa, Ucraina.

## Demografie
Componența lingvistică a localității Mihai
     Ucraineană (88,49%)
     Română (3,15%)
     Belarusă (3%)
     Rusă (2,37%)
     Bulgară (2,05%)
Conform recensământului din 2001, majoritatea populației localității Mihai era vorbitoare de ucraineană (88,49%), existând în minoritate și vorbitori de română (3,15%), belarusă (3%), rusă (2,37%) și bulgară (2,05%).